# Dorfkirche Menz

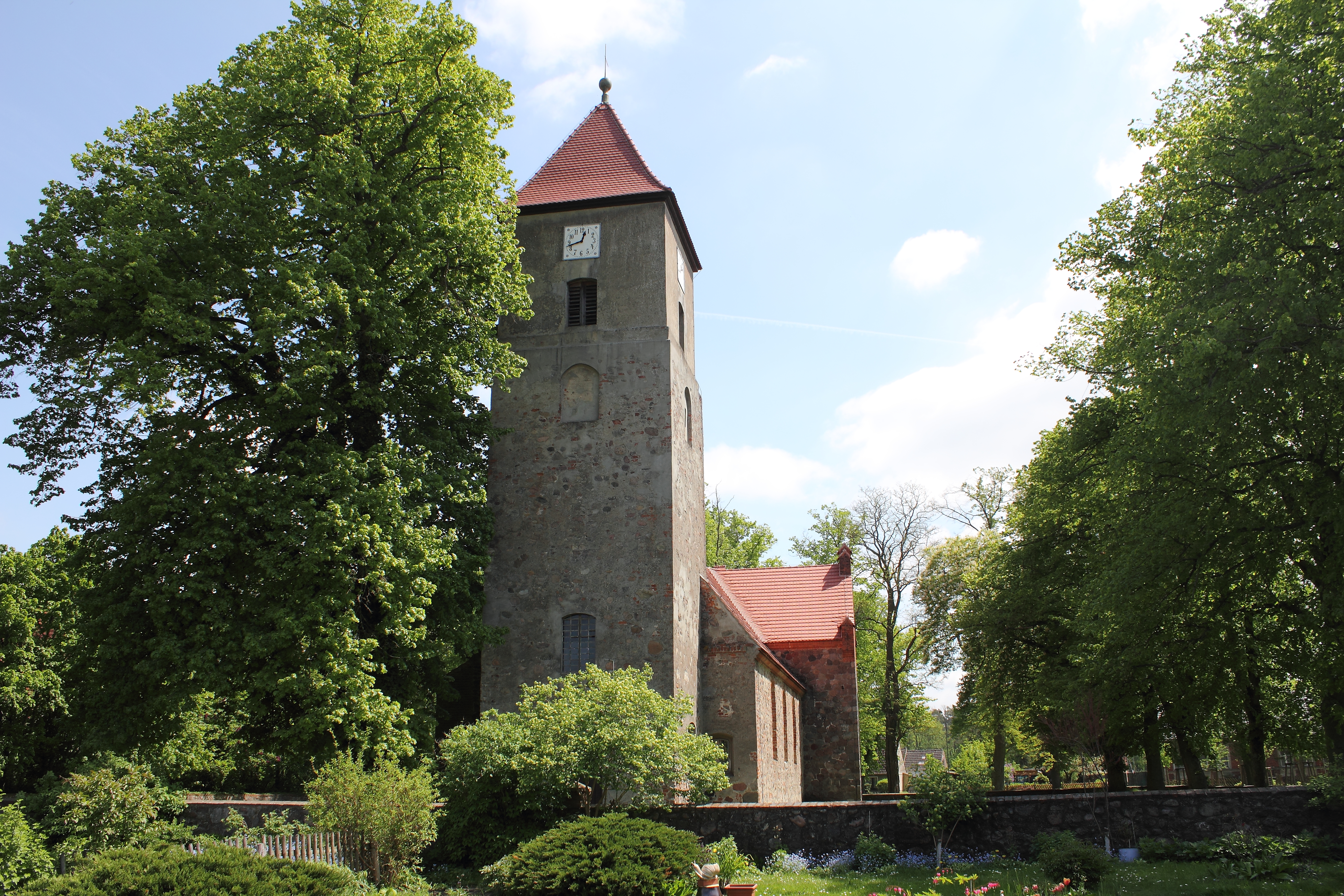
Dorfkirche Menz von Westen

Die Dorfkirche in Menz (Gem. Stechlin) im Landkreis Oberhavel (Brandenburg) ist ein spätmittelalterliches Kirchengebäude und eingetragenes Baudenkmal. Die zugehörige Kirchengemeinde gehört zum Kirchenkreis Oberes Havelland der Evangelischen Kirche Berlin-Brandenburg-schlesische Oberlausitz.

## Baustruktur und Beschreibung
Der ursprüngliche Kirchenbau war ein Rechteckbau mit quadratischem Westturm. Von einer Erweiterung nach Osten um 1900 stammen die kreuzförmigen Ostteile mit einer rechteckigen Apsis. Das ursprüngliche Kirchengebäude wurde aus Feldsteinen und Backsteinen errichtet. Die Osterweiterung ist in Spalt- und Backstein ausgeführt. Das Turmuntergeschoss wurde mit einem Gratgewölbe versehen (vermutlich aus dem 16./17. Jahrhundert). Das Schiff ist mit einer flachen Holztonne überwölbt. Die Ostteile sind flachgedeckt, die Apsis wiederum gratgewölbt. Die Einrichtung stammt aus der Umbauphase um 1900. An älteren Ausstattungsstücken hat sich lediglich ein Abendmahlkelch von 1665 erhalten.

## Baugeschichte

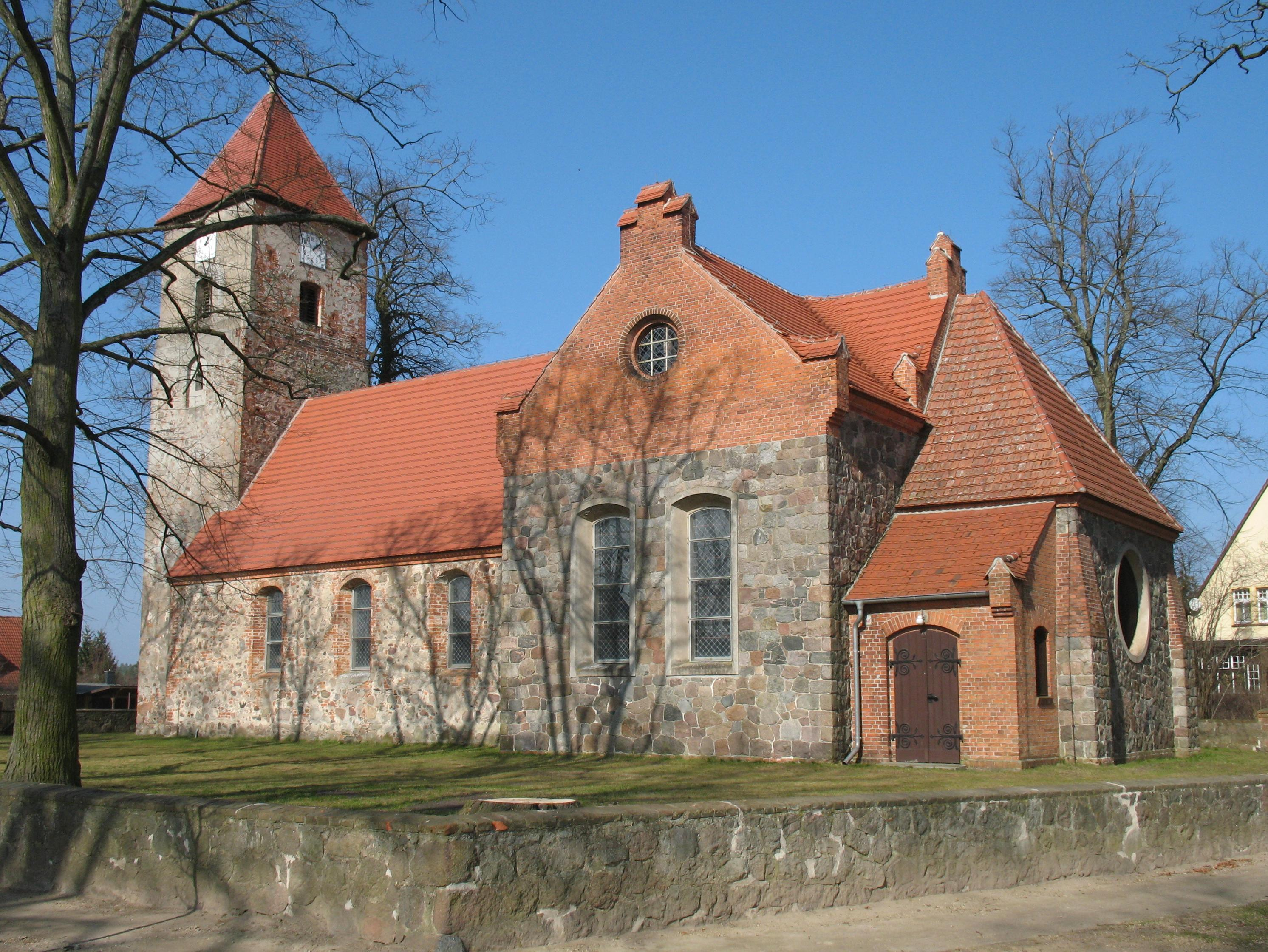
Dorfkirche Menz von Südosten

Nach einer verlorenen Bauinschrift soll der Bau 1585 fertiggestellt worden sein. Ebenfalls nach einer verlorenen Inschrift im Innern soll die Kirche im Dreißigjährigen Krieg stark beschädigt und 1665 wieder hergerichtet worden sein. Der Turm wurde erst 1772 erhöht und bekam ein Pyramidendach. Wohl gleichzeitig wurden die Kirchenfenster korbbogig verändert. 1862 wurde der Turm repariert und eine neue Spitze aufgesetzt. Nach den Kunstdenkmälern des Kreises Ruppin ist die Kirche 1890/1 um die Ostteile erweitert worden. Auch die Holztonne des Schiffs soll aus dieser Umbauphase datieren. Dagegen schreibt der Dehio die Osterweiterung und die Holztonne des Schiffes einer Umbauphase von 1910 zu.